# 喬勒內什蒂鄉
44°19′N 25°05′E / 44.317°N 25.083°E
喬勒內什蒂鄉（羅馬尼亞語：Comuna Ciolănești, Teleorman），是羅馬尼亞的鄉份，位於該國南部，由特列奧爾曼縣負責管轄，面積68平方公里，海拔高度118米，2007年人口3,322，人口密度每平方公里49人。